# Netopýr vodní
Netopýr vodní (též krátkoušan vodní, Myotis daubentonii) je druh z čeledi netopýrovitých a jeden z druhů netopýra obývající Česko.

## Výskyt
Je rozšířený po velké části Evropy, Asie a také v Česku. Vyskytuje se v okolí rybníků a v podhůří. V zimě se ukrývá v jeskyních, sklepech, přes léto jsou ve skalních štěrbinách, nebo škvírách stromů. Loví a létá při vodní hladině. Patří k stromovým druhům.

## Stavba těla
Jeho hmotnost se pohybuje kolem 6–11 gramů. Je hnědý, na spodku hnědožlutý. Dlouhý 39–55 mm, ocas 32–40 mm, předloktí 35–39,8 mm.